# Ayrag
Ayrag (mongoliska: Айраг Сум, Айраг) är ett distrikt i Mongoliet.   Det ligger i provinsen Dornogobi, i den östra delen av landet, 300 km sydost om huvudstaden Ulaanbaatar.